# Diospyros bejaudii
Diospyros bejaudii är en tvåhjärtbladig växtart som beskrevs av Paul Lecomte. Diospyros bejaudii ingår i släktet Diospyros och familjen Ebenaceae. Inga underarter finns listade i Catalogue of Life.